# Saint-Nicolas-des-Bois (Mancha)
 Saint-Nicolas-des-Bois  es una población y comuna francesa, situada en la región de Baja Normandía, departamento de Mancha, en el distrito de Avranches y cantón de Brécey.

## Demografía
| 163 | 147 | 144 | 115 | 119 | 105 |
| Para los censos de 1962 a 1999 la población legal corresponde a la población sin duplicidades (Fuente: INSEE [Consultar]) |     |     |     |     |     |